# Horace Meyer Kallen
Horace Meyer Kallen (ur. 11 sierpnia 1882 w Bernstadt (dzisiejszy Bierutów), zm. 16 lutego 1974 w Palm Beach) – amerykański filozof żydowskiego pochodzenia.

## Życiorys
Urodził się w rodzinie ortodoksyjnego rabina Jakuba Davida oraz Estery Rebeki Kallenów. W 1887 przybył do Stanów Zjednoczonych jako dziecko.
Studiował filozofię na Uniwersytecie Harvarda, gdzie był uczniem George Santayana, u którego w późniejszym okresie pracował jako asystent. W 1908 uzyskał tytuł doktora na Uniwersytecie Harvard. Został stypendystą na Uniwersytecie Oksfordzkim.
Był wykładowcą filozofii na Harvardzie od uzyskania dyplomu do 1911. W latach 1911 do 1918 wykładał filozofię na Uniwersytecie Wisconsin. W 1919 roku został profesorem w nowo powstałej New School for Social Research w Nowym Jorku, gdzie spędził resztę swej kariery naukowej.
Był członkiem American Philosophical Society czy Western Philosophical Society. Działał również w organizacjach żydowskich jak np. American Jewish Congress, American Association for Jewish Education czy YIVO

## Publikacje
- Democracy Versus the Melting-Pot, 1915.
- Zionism and World Politics[4], William Heinemann, 1921.
- Indecency and the Seven Arts:And Other Adventures of a Pragmatist in Aesthetics, 1930.
- Decline and Rise of the Consumer, 1936. (via archive.org)
- Art and Freedom, 1942.
- Modernity and Liberty, 1947.
- The Liberal Spirit, 1948.
- Ideals and Experience, 1948.
- The Education of Free Men, 1950.
- Patterns of Progress, 1950.
- „Of Them Which Say they Are Jews,”: and Other Essays on the Jewish Struggle for Survival, Bloch Pub. Co., 1954.
- Cultural Pluralism and the American Idea, 1956.
- Utopians at Bay, 1958. (via archive.org)
- Liberty, Laughter, and Tears, 1968.
- Creativity, Imagination, Logic: Meditations for the Eleventh Hour, 1973.